# 앤마리 더프
앤마리 더프(영어: Anne-Marie Duff, 1970년 10월 8일 ~ )는 잉글랜드의 배우이다. 제임스 매커보이의 아내로 알려져 있다.
하지만 2016년 이혼했다.

## 작품 목록
- 내가 잠들기 전에